# Манијак за контролом
У сленгу повезаном с психологијом, термин манијак за контролом (енгл. control freak) описује особу која покушава да диктира како се све око ње ради. Фраза је први пут употребљена 1970-их, у раздобљу када је нагласак био на принципу да се „ради своја ствар” и пусте други да раде исто.

## Психологија личности
У студијама психологије личности, одређени поремећаји личности одражавају карактеристике које укључују потребу задобијања сагласности других или контроле над другима:
- Они са антисоцијалним поремећајем личности теже ка показивању ’благоглагољивог’ и грандиозног осећаја самопоштовања. Због њиховог плитког афекта и недостатка жаљења или емпатије, добро им стоји варање и/или манипулисање другима како би све било у складу са њиховим жељама.
- Они са хистрионичним поремећајем личности морају да буду у центру пажње; стога привлаче људе како би искористили (и на крају одбацили/издали) тај узајамни однос.
- Они са нарцистичким поремећајем личности имају надуван осећај самоважности, преосетљиви су на критику; имају осећај права који их приморава да уверавају друге да поштују њихове захтеве. Да би одржао самопоуздање и заштитио своје истинско ја, нарцис мора да контролише понашање других — поготово своје деце коју види као ’продужетак’ себе.[4]

### Рањивост
Манијаци за контролом су често перфекционисти, бранећи себе против сопствених унутрашњих рањивости, верујући да ако немају потпуну контролу ризикују још једно излагање себе детињском очају. Такве особе манипулишу и принуђују друге да се промене како би сами избегли да се промене, а такође користе моћ над другима како би избегли унутрашњу празнину. Када се наруши шаблон манијака за контролом, он остаје са ужасним осећајем беспомоћности — али тада осећају бол и страх, што их поврати до њих самих.
Манијаци за контролом имају одређену сличност са козависницима, у смислу да страх потоњих од напуштања води ка покушају контролисања оних од којих зависе. Опоравак за њих подразумева препознавање да је то што су манијаци за контролом заправо парадоксално помоћ одржавања саме козависности.
У погледу теорије типа личности, манијаци за контролом су нарочито личности типа А — покреће их жеља да доминирају и контролишу. Опсесивна потреба да контролишу друге је такође повезана са антисоцијалним поремећајем личности.

## У менаџменту
У корпоративном свету, контрол-фрикови су склони јавном опомињању (саветовању или убеђивању) себи подређених, поготово током састанака. Нешто позитивније, термин се може односити на некога са ограниченим бројем ствари које жели да заврши на специфичан начин; професор клиничке психологије Лес Парот је написао да су „контрол-фрикови људи који више од вас брину о нечему и неће престати бити нападни да би ишли својим путем”. Могуће је да постоји фина линија између менаџера оријентисаног ка детаљима (који жели да се ствари одраде ’исправно’) и тога кад је неко [деструктивни] контрол-фрик. Контрол-фрикови су обично узрок микроменаџмента.
У неким случајевима, контрол-фрик види своју константну интервенцију као корисну или чак неопходну. Узрок овога могу бити осећања одвојености или удаљавања од вољене особе, или веровање да други нису у стању да правилно рукују стварима, или пак страх да ће ствари поћи по криву ако контрол-фрик не испрати сваки детаљ. У другим случајевима, контрол-фрикови могу једноставно да уживају у осећању моћи коју добијају — толико да аутоматски покушавају да задобију контролу над свиме и свакиме око себе.

## У историји

### Велингтон наспрам Наполеона
Велингтон је као војни командант несумњиво био практични микроменаџер, који је својим подређенима веровао што је мање могуће, показујући тако многе карактеристике савременог контрол-фрика. Године 1811. је написао: „Ја сам дужан да будем свугде и ако сам одсутан из било које операције, нешто пође како не треба ... успех се може постићи само пажњом на најситније детаље.”
Насупрот овоме, Наполеон је својим маршалима давао много више тактичке слободе. На критичном састанку двојице генерала током битке код Ватерлоа — при чему је Велингтоново строго надзирање снажно било у супротности са ефективном делегацијом оперативног управљања Наполеона Мишелом Нејом — Велингтонова контролна манија је у најмању руку вероватно одиграла одлучујућу улогу у победи Савезника, што оправдава његову тврдњу од следећег дана: „Мислим да то не би успело да ја нисам био ту.”

### Краљица Викторија
Серија три документарна програма емитована је јануара 2013. на каналу BBC Two у УК под називом Queen Victoria's Children (у преводу: Деца краљице Викторије). Овде се тврди да је краљица Викторија била патолошки контрол-фрик по томе што је контролисала добробит све своје деце.

### Стив Џобс и затворени системи
Стив Џобс је био перфекциониста који је фаворизовао затворене системе (в. ткђ. систем затворених посуда) контроле над свим аспектима производње од почетка до краја — за што је он измислио термин ’приступ интегрисаног над фрагментираним’ (енгл. integrated over the fragmented approach). Како је његов дугогодишњи сарадник и повремени критичар Стив Вознијак рекао: „Епл вас уведе у своју играоницу и држи вас ту.” Тријумф Windows пи-сија у односу на Мек био је ударац на ту филозофију — с тим да је ситуацију преокренуо успех Ајпода, Ајфона и Ајпеда, да би опет Андроид изазов (енгл. Android Developer Challenge, скр. ADC) поново отворио дебату 2008. године.

### Цитирана библиографија
- Isaacson, Walter (2011). Steve Jobs.